# ガール(GIRL)
「ガール(GIRL)」は、原由子の楽曲。自身の7作目のシングルとして、タイシタレーベルから7インチレコード・8cmCDで1988年4月21日に発売された。
1993年7月21日と1998年2月25日に8cmCDとして再発売されている。2016年12月12日からは主要配信サイトにてダウンロード配信、2019年12月20日からはストリーミング配信が開始されている。

## 背景
前作「あじさいのうた」から、ちょうど8か月ぶりとなる作品。一部のメディアでは両A面シングルとして取り扱われている。

## 収録曲
- 収録時間：7:54[4]

1. ガール(GIRL) (4:20)
（作詞・作曲：原由子&桑田佳祐 / 編曲：小林武史）
大日本除虫菊「蚊取り線香」CMソング。
2. 春待ちロマン (3:34)
（作詞・作曲：原由子 / 編曲：矢口博康&門倉聡）
ローソンCMソング。

## 参加ミュージシャン
- ガール (GIRL)
  - 原由子:Vocals
  - 小林武史:Keyboards
  - 笛吹利明:Guitars
  - 藤井丈司:Computer Operation
  - 桑田佳祐:Backing Vocals
- 春待ちロマン
  - 原由子:Vocals
  - 門倉聡:Keyboards
  - 土岐幸男:Computer Operation
  - 矢口博康:Guitars, Sax
  - 中原信雄:Bass

## 収録アルバム
| 曲名         | 作品名     |
| ------------ | ---------- |
| ガール(GIRL) | Loving You |
| 春待ちロマン | MOTHER     |

## ミュージック・ビデオ収録作品
| 曲名         | 作品名  | 備考                                                                  |
| ------------ | ------- | --------------------------------------------------------------------- |
| ガール(GIRL) | Harvest | アルバム『婦人の肖像 (Portrait of a Lady)』の初回限定盤A・Bのみ収録。 |
| 春待ちロマン | 未収録  |                                                                       |